# AAA Mega Championship
Het AAA Mega Championship is een professioneel worstelkampioenschap dat geproduceerd werd en eigendom is van de Mexicaanse worstelorganisatie Lucha Libre AAA Worldwide (AAA). Het is het topkampioenschap van AAA. Het kampioenschap werd in de tweede helft van 2007 gecreëerd uit de kleine titels van de andere AAA-worstelaars, om één enkele wereldtitel te vormen. Buiten Mexico wordt dit kampioenschap het "AAA World Heavyweight Championship" genoemd.

## Geschiedenis
De titel werd in 2007 opgericht via een enkel eliminatietoernooi dat werd aangekondigd als de "Torneo Campeón de Campeones", of Champion of Champions Tournament, dat in feite het World Heavyweight Championship van de International Wrestling Council (IWC), het Grand Prix Championship Wrestling (GPCW) SUPER verenigde. -X Monster Championship, het Mexicaanse Nationale Zwaargewicht Kampioenschap en het World Light Heavyweight Championship van de Universal Wrestling Association (UWA). Het toernooiveld omvatte de vier regerende kampioenen van de bovengenoemde titels, evenals de nummer één kanshebber voor elk kampioenschap. El Mesías, die aan het toernooi deelnam als IWC World Heavyweight Champion, werd de inaugurele AAA Mega Champion na het verslaan van de UWA World Light Heavyweight Champion-deelnemer Chessman in de laatste ronde.

## Titel geschiedenis
| Nr. | Kampioen            | # | Datum             | Stad                             | Evenement                      | Opmerkingen |
| --- | ------------------- | - | ----------------- | -------------------------------- | ------------------------------ | --- |
| 1   | El Mesías           | 1 | 16 september 2007 | Guadalajara, Jalisco             | Verano de Escándalo            | Versloeg Chessman om de inaugurele kampioen te worden. |
| 2   | Cibernético         | 1 | 16 maart 2008     | Monterrey, Nuevo León            | Rey de Reyes                   | |
| -   | Afgelast            | - | 24 oktober 2008   | Veracruz, Veracruz               | Homenaje a Antonio Peña        | Afgelast omdat Cibernético het bedrijf verliet nadat Konnan de leiding had genomen over AAA. |
| 3   | El Mesías           | 2 | 6 december 2008   | Orizaba, Veracruz                | Guerra de Titanes              | Versloeg El Zorro om Ladder match. |
| 4   | Dr. Wagner Jr.      | 1 | 13 juni 2009      | Mexico-Stad                      | Triplemanía XVII               | |
| 5   | El Mesías           | 3 | 11 december 2009  | Ciudad Madero, Tamaulipas        | Guerra de Titanes              | |
| 6   | Electroshock        | 1 | 12 maart 2010     | Querétaro, Querétaro             | Rey de Reyes                   | Dit was een Triple Threat match waar Mr. Anderson mee vocht |
| 7   | Dr. Wagner Jr.      | 2 | 5 juni 2010       | Mexico-Stad                      | Triplemanía XVIII              | |
| 8   | El Zorro            | 1 | 5 december 2010   | Zapopan, Jalisco                 | Guerra de Titanes              | |
| 9   | Jeff Jarrett        | 1 | 18 juni 2011      | Mexico-Stad                      | Triplemanía XIX                | Op 18 juni 2011 werd de titel tijdens de Impact!-opnames omgedoopt tot het "Mexican Heavyweight Championship ". |
| 10  | El Mesías           | 4 | 18 maart 2012     | Zapopan, Jalisco                 | Rey de Reyes                   | |
| 11  | El Texano Jr.       | 1 | 2 december 2012   | Zapopan, Jalisco                 | Guerra de Titanes              | |
| 12  | El Patrón Alberto   | 1 | 7 december 2014   | Zapopan, Jalisco                 | Guerra de Titanes              | |
| -   | Afgelast            | - | 9 november 2015   | -                                | -                              | Het kampioenschap werd afgelast omdat El Patrón Alberto AAA verliet voor de WWE. |
| 13  | El Texano Jr.       | 2 | 23 maart 2016     | San Luis Potosí, San Luis Potosí | Rey de Reyes                   | Versloeg El Mesías om de inaugurele kampioen te worden. |
| 14  | Johnny Mundo        | 1 | 19 maart 2017     | Monterrey, Nuevo León            | Rey de Reyes                   | Dit was een Triple Threat match waar ook tegen El Hijo del Fantasma gevochten werd. Ook stonden het AAA Latin American Championship en het AAA World Cruiserweight Championship op het spel in opdracht van de Vampiro. |
| 15  | Rey Wagner          | 3 | 26 januari 2018   | Mexico-Stad                      | Guerra de Titanes              | Vampiro was een speciale scheidsrechter. Hij was voorheen bekend als Dr. Wagner Jr. |
| 16  | Jeff Jarrett        | 2 | 3 juni 2018       | Monterrey, Nuevo León            | Verano de Escándalo            | Dit was een Triple Threat match waar ook tegen Rey Mysterio Jr gevochten werd |
| 17  | Fénix               | 1 | 25 augustus 2018  | Mexico-Stad                      | Triplemanía XXVI               | Dit was een Fatal 4-Way match waar ook tegen Brian Cage en Rich Swann gevochten werd |
| 18  | Kenny Omega         | 1 | 19 oktober 2019   | Orizaba, Veracruz                | Héroes Inmortales XIII         | |
| -   | Afgelast            | - | 22 november 2021  | -                                | -                              | Afgelast vanwege blessures bij Omega, waardoor hij de titel bij Triplemanía Regia II niet had kunnen verdedigen. |
| 19  | El Hijo del Vikingo | 1 | 4 december 2021   | Monterrey, Nuevo León            | Triplemanía Regia II           | Dit was een Fatal 5-Way match waar ook tegen Samuray del Sol, Jay Lethal, Bobby Fish en Bandido gevochten werd. |
| -   | Afgelast            | - | 16 maart 2024     | -                                | -                              | El Hijo del Vikingo gaf de titel op vanwege een blessure. |
| 20  | Nic Nemeth          | 1 | 27 april 2024     | Monterrey, Nuevo León            | Triplemanía XXXII: Monterrey   | Versloeg El Patrón Alberto voor de vacante titel. |
| 21  | El Patrón Alberto   | 2 | 17 augustus 2024  | Mexico-Stad                      | Triplemanía XXXII: Mexico-Stad | |